# The Dillinger Escape Plan
The Dillinger Escape Plan (с англ. — «План побега Диллинджера») — американская маткор-группа, считающаяся родоначальником жанра. В 2002 году группа выпустила EP Irony is a Dead Scene совместно с Майком Паттоном.

## История
Смешав хардкор новой школы, прогрессив-метал и фри-джаз в один коктейль, группа The Dillinger Escape Plan стала пионером жанра, окрещённого впоследствии математическим хардкором. Группа собралась в марте 1997 года после развала группы «Arcane», в составе Бен Вейнман (Ben Weinman) — гитара, Адам Долл (Adam Doll) — бас, Крис Пенни (Chris Pennie) — ударные и Димитрий Минакакис (Dimitri Minakakis) — вокал. Через некоторое время был записан дебютный диск «The Dillinger Escape Plan», а группа активно выступала в клубах среднего запада и северо-запада Америки.
В конце 1997-го в составе появляется второй гитарист, Джон Фултон (John Fulton), и при его участии было записано демо «Under The Running Board». Альбом вызвал бурю восторгов и был отмечен многими изданиями как один из лучших релизов 1998 года. Между тем слухи о неистовых концертах The Dillinger Escape Plan распространялись подобно лесному пожару, и вскоре все восточное побережье оказалось под властью «диллинджеров». Кульминацией «живой» деятельности того периода стало блестящее выступление группы на Milwaukee Metalfest. В ноябре 1998-го Фултона сменил Брайан Бенуа (Brian Benoit), а вскоре после этого коллектив обзавёлся контрактом от Relapse Records.
Итогом двухлетнего марафона «диллинджеров» стал диск «Calculating Infinity», сломавший уже устоявшиеся жанровые границы. Среди контролируемого диссонансного хаоса музыканты умудрились добавить элементы джаза и фьюжн, чем одновременно развлекли и озадачили критиков. Столь необычный дебют привлек внимание других любителей «коктейлей», «Mr. Bungle», и те пригласили The Dillinger Escape Plan к себе на разогрев.
45-дневный американский совместный тур обеих команд способствовал значительному росту армии поклонников математического металла. Он же стал прелюдией к полуторагодовым мировым гастролям tDEP, в течение которых группа выступала в компании с Papa Roach, Blink-182, A.F.I., Pennywise и многими другими. Пока музыканты мотались по всему миру, фирма Now or Never Records переиздала первый CD, добив его несколькими концертными треками. 2000 год The Dillinger Escape Plan завершили в роли хедлайнеров, отыграв значительную порцию сетов в Европе и Японии с новым басистом Лайамом Уилсоном (Liam Wilson). В начале 2001-го команда появилась на ряде престижных фестивалей, после чего ей пришлось распрощаться с Минакакисом.
После продолжительных поисков новым фронтменом tDEP стал Грег Пучиато (Greg Puciato), однако на EP «Irony is a dead scene» 2002 года партии вокала исполнил Майк Паттон (Faith No More, Mr. Bungle, Fantômas) Второй полнометражный альбом «диллинджеров» «Miss Machine» вышел только летом 2004-го, на этом альбоме музыка группы претерпела некоторые изменения — появился чистый вокал, он стал самым «чартовым» и коммерчески успешным изданием в истории Relapse Records (106-место в Billboard и 11-тысячный тираж в первую неделю продаж).
13 ноября 2007 года вышел новый альбом «Ire Works», записанный уже с новым барабанщиком Джилом Шароне (Gil Sharone) — незадолго до записи группу покинул Крис Пенни (сейчас он играет в Coheed and Cambria). Ещё во время туров 2004—2006 годов был вынужден оставить группу в связи с серьёзным заболеванием и Брайан Бенуа — у гитариста обнаружилась невралгия плечевого сплетения, в связи с чем он больше не мог играть в tDEP. Все партии гитары на «Ire Works» исполнил Бен Вейнман, а «живьем» Брайана сначала подменял Джеймс Лав (James Love), а начиная с 2007 — Джефф Таттл (Jeff Tuttle). В июне 2008 года группа впервые выступила с концертами в России в Москве и Санкт-Петербурге. 23 марта 2010 года группа выпустила свой новый альбом под названием «Option Paralysis».
14 мая 2013 года группа выпустила свой пятый альбом One of Us Is the Killer. Продюсером альбома стал Steve Evetts который работал с такими группами как Glassjaw, The Cure, Suicide Silence.
5 августа 2016 года группа объявила о прекращении деятельности в следующем году. 14 октября команда выпустила свою шестую и последнюю пластинку «Dissociation», после чего у группы прошли туры в поддержку нового альбома. В 2017 году TDEP отметили 20-летие своей карьеры и распались отыграв прощальный тур.
В марте 2023 года Sumerian Comics анонсировала серию комиксов из четырёх выпусков в честь десятой годовщины One of Us Is the Killer. Серия черпала вдохновение из истории, стоящей за созданием альбома и текстами песен, и расширила её до вымышленной и футуристической криминальной истории. Бен Вайнман появился на WonderCon в рамках промоушена и подписал копии первого выпуска.
12 декабря 2023 года было объявлено, что Dillinger Escape Plan воссоединится в Brooklyn Paramount Theater в честь 25-й годовщины их дебютного альбома Calculating Infinity, выход которого запланирован на 21 июня 2024 года;  вскоре после этого было объявлено о двух дополнительных концертах, которые пройдут в том же месте 22–23 июня 2024 года. В состав всех этих концертов войдут оригинальный вокалист Димитри Минакакис , которого поддержат гитарист Бен Вайнман, басист Лиам Уилсон и барабанщик Билли Раймер.
В марте 2024 года Вайнман объявил, что группа даст концерт в Бельгии и что Джеймс Лав вернется в качестве ритм-гитариста на концерты воссоединения.

## Состав

### Текущий состав
- Бен Вайнман — соло-гитара, бэк-вокал, фортепиано, программирование (1997—2017; 2023—настоящее время), вокал (2001)
- Димитри Минакакис — вокал (1997—2001, 2023—настоящее время)
- Джеймс Лав — ритм-гитара (2005—2006; 2012—2015; 2023—настоящее время)
- Лайам Уилсон — бас-гитара (2000—2017; 2023—настоящее время)
- Билли Раймер — ударные (2009—2017; 2023—настоящее время)

### Бывшие участники
- Грег Пучиато — вокал (2001—2017)
- Кевин Антреассиан — ритм-гитара (2015—2017)
- Крис Пенни — ударные, клавишные (1997—2007)
- Гил Шарон — ударные (2007—2009)
- Димитри Минакакис — вокал (1997—2001)
- Майк Паттон — вокал (2001, концертный участник)
- Адам Долл — бас-гитара, клавишные, программирование (1997—1999), клавишные (2001, концертный участник)
- Джефф Вуд — бас-гитара (1999—2000)
- Дерек Брэнтли — ритм-гитара (1997)
- Джон Фултон — ритм-гитара (1997—1998)
- Брайан Бенуа — ритм-гитара (1998—2005), клавишные (2005)
- Джефф Таттл — ритм-гитара, бэк-вокал (2006—2012)

## Дискография

### Студийные альбомы
- 1999: Calculating Infinity
- 2004: Miss Machine
- 2007: Ire Works
- 2010: Option Paralysis
- 2013: One of Us Is the Killer
- 2016: Dissociation

### EP
- 1997: The Dillinger Escape Plan
- 1998: Under the Running Board
- 2002: Irony Is a Dead Scene
- 2006: Plagiarism

### Сплиты
- 1999: The Dillinger Escape Plan/Nora
- 1999: The Dillinger Escape Plan/Drowningman

### Концертные альбомы
- 2003: Cursed, Unshaven and Misbehavin': Live Infinity